# Me, Myself and I
«Me, Myself and I» (с англ. — «Я, я  и только я») — песня американской R&B-певицы Бейонсе Ноулз. Написанный Ноулз, Скоттом Сторчем и Робертом Уоллером, трек был продюсирован Ноулз и Сторчем для её дебютного сольного альбома Dangerously in Love (2003). Песня о вранье парня и извлечения уроков из этого.
«Me, Myself and I» была выпущена 16 декабря 2003 третьим синглом с Dangerously in Love. Он сохранялся на 4 позиции в Billboard Hot 100 2 недели, и стал четвёртым синглом топ-5 подряд Ноулз в США. Песня была признана на 2005 ASCAP Pop Music Awards «Самой Совершенной Песней»; Ноулз также заработала «Писатель Года», которую она разделила со Сторчем и Уоллером. Песня была ремиксована Panjabi MC.

## Предпосылка и сочинение
После релиза её бывшей группы Destiny's Child альбома 2001 года Survivor, Бейонсе работала над своим сольным альбомом Dangerously in Love. Она заявила, что он более личный, чем её предыдущие записи, потому что она писала только для себя. Она сотрудничала со многими соавторами, включая Сторча и Уоллера — с той же командой, которая работала над её синглом 2004 года «Naughty Girl».
В интервью с MTV News, Бейонсе рассказала о песне:

… в основном она повествует о девушке, с которой плохо обращается парень: он её обманывает и все такое… И обычно женщины чувствуют себя тупыми и глупыми, и они винят себя, потому что все это время были признаки, но ты любишь этого парня, следовательно не хочешь отпускать. И в этой песне, что-то вроде празднование разрыва …

«Me, Myself and I» — это R&B песня, исполненная в умеренно медленной манере. Она написана в ре♭ мажоре; темп сочинен в темпе 84 удара в минуту, в кратном размере. Далее аккорд следует в тональности E♭m9-Fm7-G♭7, появляясь в каждом баре. Слова построены на общей форме куплет-припев, каждая написана в строфе. Песня включает вступление и переход, которые появляются между вторым и последним припевами.

## Релиз и отзывы
«Me, Myself and I» была выпущена третьим синглом с Dangerously in Love (после релиза «Crazy in Love» и «Baby Boy») в различных форматах в разных датах. Сингл был выпущен 21 октября 2003 в США как Me, Myself and I/Krazy in Luv, который содержит радио выпуск и «Krazy in Luv» танцевальный радио микс Джуниора. 16 декабря 2003 12" сингл был выпущен в той же стране. В том же году он был выпущен в Великобритании с радио выпуском, ремиксом и клипами вживую «Naughty Girl» and «Work It Out». Канадский CD-сингл был выпущен 30 декабря 2003, при участии альбомной версии и двух ремиксов трека. CD сингл был выпущен в Австралии 16 января 2004, который включал радио выпуск и три ремикса трека.
Песня получила в основном позитивные отзывы от музыкальных критиков. Марк Энтони Нил из Popmatters сказал, что «Бейонсе звучит уверенно» в своём пении песни и «без любых „пронзительных излишеств“, которые описывают как один из „порывов мелизмы“». Райан Шрайбер из Pitchfork Media назвал инструментовку песни «обыкновенной», смесь «медленных фанковых клавишных, скользких басов минимально программных R&B ударных». Однако он отметил её как «самый примечательный пережиток 80-х» с альбома, когда его «форсированные аккорды» заставляют вспомнить сингл 1983 года Патти Остин и Джеймса Ингрэма «Baby Come to Me» и сингл 1983 года Майкла Джексона «Human Nature», или замедленную версию «Baby Be Mine» с альбома Джексона 1982 года Thriller.
На 2005 Американское общество композиторов, авторов и издателей Pop Music Awards, Бейонсе получила награду «Писатель Года», разделив её со Сторчем и Уоллером. Она была признана «Самой Совершенной Песней» в 2005, вместе с «Baby Boy» и «Naughty Girl» Бейонсе. Концертная версия «Me, Myself and I» с The Beyoncé Experience Live! заработала номинацию на «Лучшее Женское R&B Вокальное Исполнение» на 51-я церемонии «Грэмми».

## Появление в чарте
«Me, Myself and I» не достиг тех высоких строчек в чарте как «Crazy in Love» и «Baby Boy». Однако, сингл, как и следующий «Naughty Girl», получил более быстрый и коммерческий успех, чем его предшественники, продвинув альбом по чартам и посодействовав ему в получении мультиплатиновых сертификаций. 16 ноября 2003 он дебютировал в Billboard Hot 100 78 строкой, в то время как «Baby Boy» все ещё держался на верхушке чарта. Через 14 недель после дебюта, сингл достиг 4 строки, простояв 2 недели, став третьим синглом топ-5 подряд с Dangerously in Love. «Me, Myself and I» оставался в чарте Billboard Hot 100 24 недели. 30 января 2009 сингл был сертифицирован золотым по данным Recording Industry Association of America.
Сингл имел меньший успех на международных музыкальных рынках, достигнув пика меньше, чем в топ-10. Он достиг пика на 11 строке в Австралии и Великобритании, и топ-20 в Новой зеландии и Амстердаме. Он оставался только в UK Top 100 7 недель, став её вторым самым коротким нахождением в чарте, после её дуэта 2009 года с Lady Gaga «Video Phone».

## Клип
После её первых двух клипов с Джейком Нава, Бейонсе наняла Юхана Ренка, чтобы снять клип «Me, Myself and I». Видеоматериал соответствует теме песни, в котором Ноулз показана обманутой своим парнем. От последствий дела, Бейонсе выбрасывает свои старые вещи, которые напоминали ей о парне. События в клипе показаны в реверсе.
Клип дебютировал на MTV в Total Request Live 12 декабря 2003 7 строкой. Он оставался в видеочарте 41 день, в этот же чарт попал и «Baby Boy». Клип был номинирован на «Лучшее R&B Видео» на 2004 MTV Video Music Awards, но уступил R&B- соул певице Алише Киз с клипом If I Ain't Got You".
В мае 2010 появились альтернативные версии онлайн. В них было добавлено несколько новых сцен и в отличие от оригинального клипа, события в клипе не показаны в обратном порядке.

## Список композиций
Бельгийский сингл
1. «Me, Myself and I (Радиовыпуск)» — 3:58
2. «Dangerously In Love (Live from Headliners)» — 4:59

Европейский Макси-Сингл
1. «Me, Myself and I (Радио выпуск)» — 3:58
2. «Me, Myself and I (Eastern Delight Mix)» — 4:25
3. «Me, Myself and I (Bama Boys Sexy Remix)» — 4:42
4. «Me, Myself and I (Junior’s Radio Mix)» — 3:44
5. «Work It Out (Live Video from Headlines)» — 3:37 (Расширенное Видео)

Германский Pock It-CD (3inch)
1. «Me, Myself and I (Radio Edit)» — 3:58
2. «Me, Myself and I (Bama Boys Throwback Remix)» — 3:58

## Чарты
| Чарт (2004)                                  | Наивысшая позиция |
| -------------------------------------------- | ----------------- |
| Australian ARIA Singles Chart                | 11                |
| Austrian Singles Chart                       | 51                |
| Belgian Singles Chart                        | 49                |
| Canadian Singles Chart                       | 7                 |
| Dutch Top 40                                 | 14                |
| Eurochart Hot 100 Singles                    | 32                |
| French Singles Chart                         | 45                |
| German Singles Chart                         | 35                |
| Irish Singles Chart                          | 21                |
| Italian Singles Chart                        | 25                |
| New Zealand RIANZ Singles Chart              | 18                |
| Romanian Singles Chart                       | 91                |
| Swedish Singles Chart                        | 43                |
| Swiss Singles Chart                          | 41                |
| UK Singles Chart                             | 11                |
| Американский Billboard Hot 100               | 4                 |
| Американский Billboard Hot R&B/Hip-Hop Songs | 2                 |
| Американский Billboard Top 40 Tracks         | 16                |
| Американский Billboard Top 40 Mainstream     | 18                |